# Home Location Register
Het Home Location Register (afgekort tot HLR) is een onderdeel van een mobiel telefoonnetwerk.
Het HLR is in feite een enorme database waarin de profielen van de aansluitingen te vinden zijn: prepaid of abonnement, wel of niet mogen bellen in het buitenland (roaming), doorschakelingen, blokkades, enz. Ook de geografische positie van de aangesloten beller wordt hier bijgehouden. In deze functie vormt het dan ook een centrale schakel in bijna elke activiteit omdat het de klant overal moet weten te vinden. Of deze nu gebeld wordt, zelf belt, een Sms krijgt of zelfs als er een bericht naar zijn voicemail moet.
Bij het aanzetten van een toestel worden (onder andere) alle data van de betreffende aansluiting van het HLR naar het VLR (Visitor Location Register) gekopieerd. Vervolgens worden alle acties via dit VLR geverifieerd.
Het HLR staat op een vaste centrale plaats (Home Location). Welk VLR in gebruik is, hangt af van de geografische positie van de beller (Visitor Location). Op die manier "reist" het profiel van de beller overal met hem mee. Een wijziging in het HLR is dus een directe wijziging in het profiel van de klant. Doorschakelingen kunnen hier aan of uit worden gezet, blokkades gezet, of juist opgeheven enz.
Omdat de acties van de beller via het VLR worden geverifieerd, hebben deze wijzigingen pas invloed op het moment dat het profiel opnieuw naar het HLR wordt gekopieerd. Dit is bij de eerstvolgende location update, of wanneer de klant zijn toestel opnieuw aanzet.
Omdat het HLR altijd 'weet' op welke Mobile Switching Centre (centrale) de klant te vinden is, wordt het HLR vaak door allerlei processen geraadpleegd wanneer er verbinding met de klant tot stand moet worden gebracht.
Een voorbeeld hiervan is het gebruik van de HLR voor het opsporen van vermiste personen waarvan men wel het telefoonnummer heeft, maar niet de locatie.